# Caso Chinchero
El caso Chinchero es un proceso judicial por un presunto delito de contrataciones irregulares para la construcción del Aeropuerto Internacional de Chinchero en el que están involucrados los gobiernos de los presidentes Pedro Pablo Kuczynski y Martín Vizcarra, este último en 2017 fue la cabeza del Ministerio de Transportes y Comunicaciones, ente encargado de la obra cuestionada.
El 3 de febrero de 2017 el presidente Pedro Pablo Kuczynski firmó la adenda en donde los costos del contrato de concesión para la construcción del aeropuerto lo asumía el Estado hasta por US$ 265 millones. El propio Kuczynski respondió a las críticas: «A los criticones, cállense la boca y déjennos trabajar». Como consecuencia, el Congreso de la República del Perú, dominado por el partido opositor Fuerza Popular, pidió la interpelación del ministro de Transporte y Comunicaciones Vizcarra (quién llegaría a ser presidente luego de la renuncia de Pedro Pablo Kuczynski, porque también ocupaba el cargo de primer vicepresidente). Por tal motivo Vizcarra renuncia al cargo ministerial el 22 de mayo. El 26 de mayo asume el ministerio Bruno Giuffra.

## Kuntur Wasi ganó la buena pro
Se presentaron 3 consorcios al concurso. Se eligió a Kuntur Wasi como evo consorcio para llevar a cabo el proyecto por presentar la oferta más competitiva con los siguientes parámetros:
- Solicitaba el menor financiamiento por parte del Estado (US$ 265 millones). Como se ve en el cuadro, las otras propuestas eran más elevadas.[5]

- Ofrecía la retribución al Estado del 100% de las ganancias, es decir, una vez el aeropuerto iniciara operaciones, le devolvería el 100% de la inversión al Estado.[5]

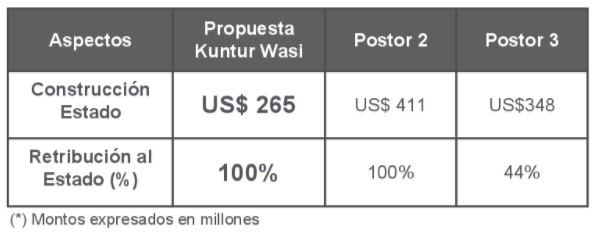

De acuerdo a su propuesta, Kuntur Wasi debía invertir US$ 115 Millones para la construcción del aeropuerto, además de asumir todos los costos de operación y mantenimiento, las nuevas inversiones y todos los riesgos operacionales del AICC, durante los 40 años de concesión.
Con dicha propuesta, el Estado aportaba en el proyecto US$410 millones, para la construcción y el movimiento de tierras.
Por contrato, Kuntur Wasi debía buscarle el financiamiento al Estado para que pudiese financiar su parte del proyecto (los US$ 265 Millones que Kuntur Wasi le había solicitado de cofinanciamiento para la construcción). Para ello, Kuntur Wasi debía reunirse con instituciones financieras internacionales dispuestas a ser prestamistas del Estado Peruano, bajo las condiciones que exigía el contrato, que eran obtener todo el dinero desde el día 1 (los US$ 265 millones) y empezar a devolverlo a partir del año 6.
Tras reunirse con diferentes bancos de primer nivel en búsqueda del mejor financiamiento para el Estado, Kuntur Wasi obtuvo el cierre financiero de acuerdo a las condiciones establecidas en el Contrato de Concesión.

## MTC rechaza la propuesta de financiamiento
Con la llegada del nuevo gobierno de Pedro Pablo Kuczynski, el Ministerio de Transportes y Comunicaciones toma los proyectos que estaban pendientes de la cartera anterior, entre ellos, el aeropuerto de Chinchero, del cual quedaba pendiente la aprobación del financiamiento para iniciar la obra.
El MTC revisó la propuesta y rechazó los términos financieros de Kuntur Wasi para Aeropuerto de Chinchero, pues señaló que existía un perjuicio económico por la acumulación de intereses.
Kuntur Wasi había elaborado una propuesta de financiamiento que cumplía con las condiciones definidas en el contrato. La propuesta financiera consideraba una tasa de interés establecida por el banco del 7.69% y cumplía con las condiciones exigidas por el contrato de concesión:
- El préstamo debía estar disponible desde el día 1 (inicio de la construcción)[8]
- El préstamo se devolvería a partir del año 5 (es decir, con 5 años de gracia) y durante los siguientes 15 años[8]

Esta estructura, exigida por contrato, generaba una acumulación de intereses que elevaba el costo del proyecto. Los intereses no se incluyeron en la oferta inicial presentada por Kuntur Wasi (US$ 265 millones), pues las bases del concurso exigían que se compitiera a valores corrientes, como el costo físico de la obra.
Ante esto, el Estado le solicitó a la Contraloría de la República y a la CAF que evaluaran el caso y emitieran su opinión. Ambas instituciones reafirmaron que la estructura financiera propuesta por Kuntur Wasi cumplía con lo estipulado en el contrato y recomendaron renegociar las condiciones de financiación para no afectar el equilibrio financiero del proyecto.

### Propuesta de la adenda
El Estado, no dispuesto a renegociar ese financiamiento, propuso una serie de modificaciones al Contrato de Concesión para evitar solicitar un préstamo (es decir, el pago de intereses). En línea con ello, solicitó modificar la estructura de financiamiento original mediante la adenda, la cual mejoraba la estructura de financiación: ahora, el Estado financiaba su parte de la construcción, evitando solicitar un préstamo al banco y el pago de los intereses asociados.
Gracias a esta, el concesionario iniciaría las obras en el corto tiempo y el Estado no asumiría costos adicionales innecesarios por la obtención del financiamiento (intereses del préstamo) para la etapa de ejecución de obras. Para ello, se cambió el mecanismo de pago, dando paso a un esquema de pagos contra avance de obra. Con este esquema, el concesionario entrega una garantía al Estado mediante una carta fianza (de US$ 80 Millones) para que el Estado le adelante US$ 40 para iniciar la construcción: el concesionario construye y el Estado revisa paso por paso. Si todo va bien, el Estado le adelanta el siguiente pago para seguir construyendo. Si el concesionario se demora en construir o no cumple, el Estado se queda con los US$ 80 millones de fianza entregados por el consorcio.

#### 1. La adenda reducía el costo financiero del proyecto
Con la adenda, ya no era necesario que un tercero financie el proyecto. Bajo este nuevo modelo, era el Estado quien financia la ejecución de la obra. Esto implicaba que el Estado no tendría que pagar los intereses asociados al préstamo, como señalaba originalmente el Contrato de Concesión.
Kuntur Wasi obtendría una línea de capital de trabajo propia, ya que el monto de adelanto del Estado no cubría el monto total para ejecutar el proyecto. Kuntur Wasi invertiría de su propio capital y los costos restantes para la culminación de la obra.

#### 2. El proyecto sigue siendo una Asociación Público- Privada (APP)
La adenda no implicaba que el proyecto se convierta en una obra pública: si el Estado lo realizase así, tendría que financiar el costo total de la obra, mucho más que los US$265 millones que cofinancia hoy con el privado. Por ello, es Kuntur Wasi el consorcio encargado de los costos de operación y mantenimiento, de las nuevas inversiones y de todos los riesgos operacionales del AICC.

#### 3. Porcentaje de financiamiento del Estado para el proyecto
El porcentaje de financiamiento no cambiaba con la adenda: se mantenía igual que al otorgar la concesión. Con la adenda, solo se ahorraban los intereses de pedir un préstamo. Los cambios en la forma de desembolsos permitirán un esquema de financiamiento más eficiente y de menor costo para el Estado.

#### 4. La adenda respetaba el valor físico de la obra
El cambio de financiamiento propuesto en la adenda aseguraba que se respete el principal factor de competencia: valor físico de la obra requerido al Estado a precios corrientes. La oferta con la cual ganó el Concesionario fue de US$ 265 millones y este sería el monto que recibiría del Estado con la adenda.

#### 5. Adenda no afectaba la matriz de riesgos del proyecto
El esquema de financiamiento planteado en la adenda no implicaba que el Estado asuma algún riesgo adicional al previsto en el Contrato de Concesión. Bajo el esquema planteado, Kuntur Wasi seguía asumiendo el riesgo de construcción, financiamiento de la parte no asumida por el Estado y operación del proyecto.

#### 6. Adenda no alteraba el equilibrio financiero del proyecto
Con la propuesta de Kuntur Wasi, el proyecto continuaba siendo 13% más barato que lo que el Estado tenía previsto:

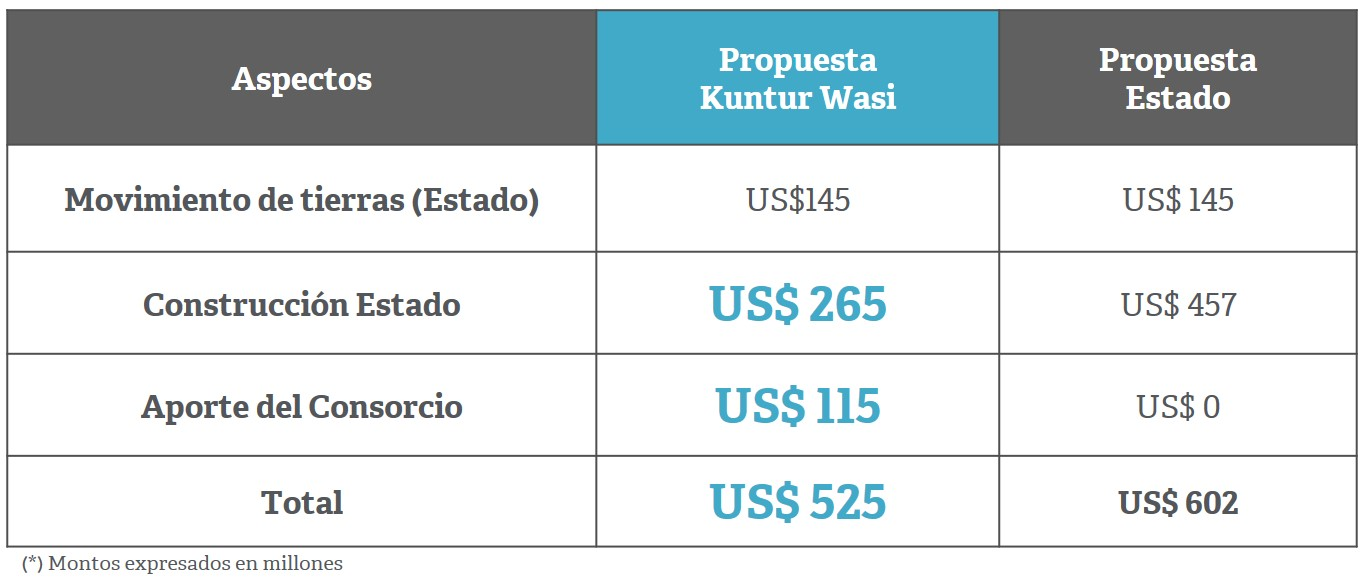

Como se ve en el cuadro, con la propuesta de Kuntur Wasi el Estado estaría invirtiendo $145 millones en movimiento de tierras y $265 millones en construcción, lo que equivale a un total de $410 millones en total, es decir, un 32% más económico que el monto que tenía previsto invertir inicialmente. $192 millones de ahorro.

#### Opinión técnica favorable de Ositran y el MEF
El directorio de Ositran votó por mayoría a favor de las modificaciones al contrato propuestas por el concesionario Kuntur Wasi. Sin embargo, Patricia Benavente, expresidenta del ente regulador, se mantuvo como el voto discordante y terminó por renunciar a su cargo. Al respaldo de Ositran se sumó la opinión favorable del MEF y se programó la firma para el 31 de enero en el Cusco.

#### Mensaje a la nación de PPK
Mediante un oficio al ministro, posteriormente también mandatario, Martín Vizcarra se suspendió la firma por pedido expreso de la Comisión Investigadora Multipartidaria del Congreso de la República. Ese mismo día el presidente Pedro Pablo Kuczynski brinda un mensaje a la Nación.
Explicó que han encontrado un solución para financiar el proyecto. “Antes iba a costar más de mil millones dólares, US$1,120 millones, porque había casi 600 millones de deuda. No se había dado de manera correcta la cooperación entre el público y privado”.
“Hemos encontrado una solución. El proyecto cuesta lo mismo, pero el movimiento de tierras va a estar a cargo de la parte público, y nos hemos ahorrado US$ 590 millones de intereses que podrían ir para hacer obras en el Cusco, como saneamiento, pistas, viviendas”.
“Aquí se ha saneado el proyecto y por eso queremos ir adelante y no dejarnos intimidar. Hace décadas que se iba a hacer este aeropuerto y lo vamos a hacer”, apuntó.
Días después el presidente Kuczynski y el ministro Vizcarra viajan al Cusco y ponen la primera piedra del Aeropuerto Internacional de Chinchero.

## Interpelación a Martín Vizcarra
La presidenta del Congreso, Luz Salgado, informó que el proceso de interpelación al ministro de Transportes, Martín Vizcarra, se posterga ante las emergencias climáticas.
El 18 de mayo, el ministro asistió a la interpelación en el Congreso de la República, contestó 83 preguntas en una sesión que duró casi 10 horas.
Ante legisladores de distintas bancadas, Vizcarra dijo que con la adenda se bajaron los intereses a un “nivel aceptable”. “El contrato le ponía al Estado una camisa de fuerza que no le permitía poner intereses competitivos.” Respecto al financiamiento, manifestó que el Estado no asume el riesgo con la adenda, sino que solo se elimina el riesgo de la tasa de interés. "La adenda de Chinchero no está ajustada al beneficio del concesionario".
Resaltó además que Estado prevé ahorrar unos S/ 1.900 millones en pago en intereses con la adenda suscrita en febrero pasado.

### Renuncia de Vizcarra
Tras la interpelación en su contra, en entrevista con Cuarto Poder, Vizcarra indica que tienen la disposición como Ejecutivo de “dejar sin efecto” el contrato y la adenda sobre el Aeropuerto de Chinchero en Cusco.
Martín Vizcarra renuncia al Ministerio de Transportes y Comunicaciones. El titular del sector, aún vicepresidente de la República, dio el anuncio desde Palacio de Gobierno.
Bruno Giuffra, asume la titularidad del MTC y afirmó que el Gobierno y Kuntur Wasi dejaron sin efecto el contrato de construcción del aeropuerto Chinchero.

## Cancelación del contrato por mutuo acuerdo
El ministro de Transportes y Comunicaciones Bruno Giuffra aseguró que el consorcio Kuntur Wasi no demandará al Estado peruano tras la resolución del contrato de la construcción del aeropuerto de Chinchero, en Cusco. “Llegamos al acuerdo de que lo más conveniente para las dos partes es alejarnos de una demanda internacional”
Señaló además que “No ha habido ningún acto de corrupción, el concesionario no tiene ninguna carga legal que lo limite o lo deje fuera de eventuales procesos."
Kuntur Wasi tiene una serie de inversiones y gastos realizados asociados a este proyecto que se reconocerán, entre otros los estudios de ingeniería.